# Affaire Gilles Andruet
 (septembre 2021).
L'affaire Andruet est une affaire criminelle française concernant le meurtre le 22 août 1995 du joueur d'échecs Gilles Andruet, fils de l'ex-pilote automobile Jean-Claude Andruet. Il a été battu à mort après avoir été drogué.

## Préambule
En 1993, Gilles Andruet (né en 1958) utilise une martingale qu'il a élaborée pour gagner au blackjack, grâce à sa mémoire, son esprit mathématique et statistique, et la méthode de comptage des cartes inventée par le joueur américain Ken Uston. La première année, Andruet gagne beaucoup d'argent, et joue de plus en plus dans les casinos des quatre coins du monde, plus pour le plaisir de gagner que par appât du gain. Il attire l'attention avec son tempérament provocateur et les casinos finissent par le repérer. Il se retrouve interdit de blackjack. Malheureusement, il est pris par « le démon du jeu ». Ne pouvant plus jouer au blackjack, il se rabat sur la roulette. Contrairement au blackjack, sa mémoire extraordinaire et ses facilités mathématiques ne lui apportent pas plus d'avantage qu'à n'importe quel joueur et il perd donc beaucoup plus souvent qu'il ne gagne. Ses amis tentent de le dissuader de jouer. Pour pouvoir soutenir un tel rythme de vie, il commence à consommer et à vendre[réf. nécessaire] de la drogue (héroïne et cannabis). L'argent qu'il avait si rapidement gagné au blackjack est vite dilapidé. Il entre dans la spirale infernale du joueur compulsif. Il joue plus d'argent qu'il n'en a, fait des emprunts qu'il ne peut pas rembourser, il est interdit bancaire et fiché à la Banque de France, devient SDF et ses conditions de vie sont de plus en plus précaires.
Le 4 août 1995, Andruet reçoit un chèque de notaire de 398 000 francs comme avance sur l'héritage d'une tante. Étant interdit bancaire, il n'a pas de compte en banque et ne peut donc pas encaisser ce chèque. Il demande de l'aide à ses connaissances de jeux de casino. Joseph Liany, ancien commerçant rencontré au casino d'Enghien-les-Bains, joueur assidu comme lui, propose son aide à Andruet, par l'intermédiaire de son fils Franck,. Sur la recommandation de ce dernier, Andruet peut ouvrir un compte à la banque marocaine Chaabi (filiale de la Banque populaire du Maroc) à Paris et y dépose son chèque. Andruet accorde procuration à Franck Liany sur le compte en banque. À la mi-août 1995, il achète une Ford Sierra d'occasion à Chaloum Zenou mais demande à ce dernier de n'encaisser le chèque qu'à partir du 22 août 1995, date à laquelle il doit recevoir la somme de l'héritage.

## Assassinat
Le 21 août 1995, vers 23 heures, Gilles Andruet, au volant de sa voiture, une Ford Sierra, s'arrête devant une succursale du restaurant L’Entrecôte à Paris, pour saluer Yolanda, une amie polonaise serveuse dans le restaurant. Trois hommes sont avec lui dans la voiture.
Le corps d'Andruet est découvert par une maraîchère au petit matin du 22 août 1995, enroulé dans une alaise de lit blanche et à moitié immergé sur une berge de l'Yvette, à Saulx-les-Chartreux, dans l'Essonne. Andruet a été tué dans la nuit, roué de coups de batte de baseball après avoir été drogué à la morphine et au flunitrazépam (la « drogue du viol »). Sa voiture est retrouvée abandonnée à quelques kilomètres de là. Dans le coffre, il y a de nombreuses taches de sang et, dans la boîte à gants, une photocopie du chèque. Sur l'alèze, un poil est trouvé en 2001 ; de l'ADN mitochondrial en est extrait, correspondant à l'ADN de la famille Liany. Le 25 août 1995, Franck Liany a fini de totalement vider le compte en banque.

### Les suspects
Franck Liany est serveur au Golf de l’Étoile, un club de golf et bar-restaurant situé près de l'Arc de Triomphe, dont le gérant est son cousin Sacha Rhoul,. Le père de Franck Liany, Joseph, est le frère de Sylvia Liany. Le père de Sacha, présenté par Bruno Coquatrix à Johnny Hallyday, est devenu l'impresario du chanteur (il apparaîtra notamment dans le film documentaire consacré à l'artiste J'ai tout donné). Sacha use du carnet d'adresses de son père pour attirer une importante clientèle internationale .
Une nuit de décembre 1995, alors qu'il est au bar du restaurant, Loïc Simon, serveur au Golf de l’Étoile et ami de Sacha Rhoul, se plaint de n'avoir reçu que 30 000 des 50 000 francs promis par Joseph Liany pour effrayer et taper à coups de batte de baseball un joueur d’échecs ayant contracté une dette de jeu auprès de Joseph Liany. À la suite de quoi, Loïc Simon se suicide par pendaison le 14 août 1996, peu de temps après avoir confessé le meurtre de Gilles Andruet,. Les propos de Loïc Simon sont en partie confirmés par Sacha Rhoul lors de son audition par la police de Versailles, en 2001. Au cours de sa déposition, une serveuse prénommée Yolanda et travaillant au restaurant l'Entrecôte, avait reconnu formellement Joseph Liany comme l'un des passagers de la voiture d'Andruet (elle le connaissait pour l'avoir reçu souvent comme client). Elle sera par la suite victime d'appels anonymes répétés et de menaces de mort sur elle et son enfant afin de la dissuader de témoigner en justice,. 

### Départ de Sacha Rhoul
Sacha Rhoul quitte la France en 1996, pour aller vivre à Marrakech, au Maroc, reprenant ainsi le Palais Rhoul, un ancien palais luxueux qui lui appartient (où séjourneront de nombreuses célébrités : Johnny Hallyday, Sharon Stone, Zinédine Zidane, Brad Pitt, Gabriel Byrne, Jamel Debbouze, Lenny Kravitz, etc.). Outre sa nationalité française, il a, de par sa mère et son père né au Maroc du temps du protectorat, la nationalité marocaine, ce qui lui permet de ne pas être extradé vers la France pour y être à nouveau entendu par la police de Versailles.

## Jugement

### Premier procès (2003)
Un premier procès a lieu en novembre 2003. Sacha Rhoul absent (les faits le concernant ayant fait l'objet d'une disjonction), seuls son cousin et son oncle, Franck et Joseph Liany, sont jugés. Chacun rejette la responsabilité sur l'autre. Dix-huit témoins menacés ont bizarrement la mémoire qui flanche, ou présentent des certificats médicaux justifiant leur absence à cette audience. Franck et Joseph Liany sont reconnus coupables. Le premier est condamné à sept ans de prison pour « recel de produit d'un meurtre », le second à quinze années pour meurtre, sur la base des témoignages et de l'empreinte ADN mitochondrial, extraite du poil trouvé sur l'alaise blanche et provenant du lit du dernier fils de Joseph Liany. Les écoutes téléphoniques révéleront que Joseph Liany s'est débarrassé du matelas la semaine qui a suivi la mort de Gilles Andruet. Seul Joseph Liany fait appel de la décision de la cour.

### Deuxième procès de Joseph Liany (2006)
Joseph Liany ayant fait appel, le procès a lieu en mars 2006 devant la cour d'assises du Val-de-Marne. 
La défense de Joseph Liany, se basant uniquement sur le fait que l'ADN mitochondrial retrouvé peut aussi bien appartenir à Sacha Rhoul, neveu de Joseph Liany, obtient l'acquittement de ce dernier au bénéfice du doute, au grand désarroi du père de la victime, l'ex-pilote de rallye Jean-Claude Andruet. Sacha Rhoul est quant à lui condamné par contumace à quinze ans de prison.

### Procès de Sacha Rhoul (2014)
Jean-Claude Andruet menaçant d'enlever Sacha Rhoul comme dans la récente affaire Dieter Krombach, Sacha Rhoul est extradé du Maroc vers la France en mars 2010. Il est incarcéré six mois à la maison d'arrêt de Fleury-Mérogis. En juin 2010, il est libéré, sous contrôle judiciaire, contre le versement d'une caution de 50 000 euros. Il est acquitté le 27 janvier 2014.

## Documentaires télévisés
- « Meurtre de Gilles Andruet : échecs et mat » le 27 novembre 2005 Secrets d'actualité sur M6, puis le 29 avril 2009 dans Enquêtes criminelles : le magazine des faits divers sur W9.
- « Rencontre mortelle au casino » (deuxième reportage) dans « ... chez les millionnaires » le 26 mai, et le 2 et le 10 juin 2014 dans Crimes sur NRJ 12.
- « Gilles Andruet : échecs et mort » en octobre 2014 dans Faites entrer l'accusé présenté par Frédérique Lantieri sur France 2.

## Émission radiophonique
- « Retour sur le procès de Sacha Rhoul » le 3 février 2014 dans L'Heure du crime de Jacques Pradel sur RTL
- « L’assassinat de Gilles Andruet, champion de France d’échecs », émission Hondelatte raconte sur Europe 1 de Christophe Hondelatte, 21 février 2017